# Elisabet de Saxònia-Altenburg (gran duquessa d'Oldenburg)
Elisabet de Saxònia-Altenburg, gran duquessa d'Oldenburg (Hildburghausen 1826 - Oldenburg 1896). Princesa de Saxònia-Altenburg amb el tractament d'altesa que contragué matrimoni amb el gran duc Pere II d'Oldenburg.
Nascuda a Hildburghausen el dia 26 de març de 1826 essent filla del duc Josep I de Saxònia-Altenburg i de la duquessa Amàlia de Württemberg. Elisabet era neta per via paterna del duc Frederic I de Saxònia-Altenburg i de la duquessa Carlota de Mecklenburg-Strelitz; mentre que per via materna ho era del duc Lluís de Württemberg i de la princesa Enriqueta de Nassau-Weilburg.
El dia 10 de febrer de 1852, a l'edat de 26 anys, contragué matrimoni a Hildburghausen amb el gran duc Pere II d'Oldenburg, fill del gran duc August I d'Oldenburg i de la princesa Ida d'Anhalt-Bernburg-Schaumburg-Hoym. La parella tingué dos fills:
- SAR el gran duc Frederic August I d'Oldenburg, nat a Oldenburg el 1852 i mort a Oldenburg el 1931. Es casà en primeres núpcies a Berlín el 1878 amb la princesa Elisabet de Prússia, i en segones núpcies a Schwerin el 1896 amb la duquessa Elisabet de Mecklenburg-Schwerin.

- SA el duc Jordi Lluís d'Oldenburg, nat a Rastede el 1855 i mort a Eutin el 1939.

La princesa Elisabet de Saxònia-Altenburg era germana de la reina Maria de Hannover i de la gran duquessa Alexandra de Rússia. A més a més, era tia de la reina Olga de Grècia.
El dia 27 de febrer de 1853 morí a Oldenburg el gran duc August I d'Oldenburg fet que significà l'ascens al tron de l'espòs d'Elisabet que regnà fins al 1900, any de la seva mort.
Elisabet morí a Oldenburg el dia 2 de febrer de 1896 a l'edat de 70 anys.